# Província de Mascara
La província o wilaya de Mascara (àrab: ولاية مـعـسـكـر, wilāyat Maʿskar) és una província o wilaya de l'oest d'Algèria, amb capital a la ciutat homònima.
Va ésser cremada i parcialment destruïda pel mariscal Clauzel l'any 1835. El 18 d'agost del 1994, un terratrèmol de 5,6 sobre l'escala de Richter hi va matar 171 persones.